# 11 Dywizja Piechoty (Cesarstwo Niemieckie)
11 Dywizja (niem. 11. Division (Deutsches Kaiserreich)) – niemiecki związek taktyczny okresu Cesarstwa Niemieckiego, stacjonujący we Wrocławiu.
Dywizja istniała w latach 1818–1919 i wchodziła w skład VI Korpusu Armii Niemieckiej.

## Skład dywizji
2 sierpnia 1914
- 21 Brygada Piechoty (21. Infanterie-Brigade) w Świdnicy[3]
  - 10 Pułk Grenadierów im. Króla Fryderyka Wilhelma II (1 Śląski) (Grenadier-Regiment König Friedrich Wilhelm II. (1. Schlesisches) Nr. 10) w Świdnicy[3]
  - 38 Pułk Fizylierów im. Feldmarszałka Hrabiego Moltkego (1 Śląski) (Füsilier-Regiment Graf Moltke (1. Schlesisches) Nr. 38) w Kłodzku[3]
- 22 Brygada Piechoty (22. Infanterie-Brigade) we Wrocławiu[3]
  - 11 Pułk Grenadierów im. Króla Fryderyka III (2 Śląski) (Grenadier-Regiment König Friedrich III. (2. Schlesisches) Nr. 11) we Wrocławiu
  - 51 Pułk Piechoty (4 Dolnośląski) (4. Niederschlesisches Infanterie-Regiment Nr. 51) we Wrocławiu[3]
- 11 Brygada Kawalerii (11. Kavallerie-Brigade) we Wrocławiu[3]
  - 1 Przyboczny Pułk Kirasjerów im. Wlk. Ks. Elektora (Śląski) (Leibkürassier-Regiment Großer Kurfürst (Schlesisches) Nr. 1) we Wrocławiu
  - 8 Pułk Dragonów im. Króla Fryderyka III (2 Śląski) (Dragoner-Regiment König Friedrich III. (2. Schlesisches) Nr. 8) w Oleśnicy, Kluczborku, Bierutowie (Bernstadt) i Namysłowie
- 11 Brygada Artylerii Polowej (11. Feldartillerie-Brigade) we Wrocławiu
  - 6 Pułk Artylerii Polowej im. von Peuckera (1 Śląski) (Feldartillerie-Regiment von Peucker (1. Schlesisches) Nr. 6) we Wrocławiu
  - 42 Pułk Artylerii Polowej (2 Śląski) – 2. Schlesisches Feldartillerie-Regiment Nr. 42 w Świdnicy
- Landwehra (Landwehrinspektion Breslau)
  - Korpus Landwehry Woyrscha

## Niektóre działania zbrojne

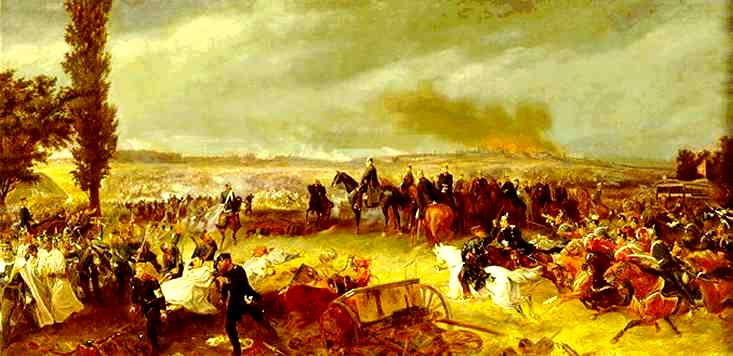
Bitwa pod Sadową, 1866

- wojna prusko-austriacka (tzw. wojna siedmiotygodniowa), 1866:
  - bitwa pod Sadową, 3 lipca 1866.
- wojna francusko-pruska, 1870–1871:
  - bitwa pod Paryżem, 19 września 1870 – 28 stycznia 1871.
- I wojna światowa:
  - bitwa nad Sommą, 1 lipca – 18 listopada 1916.